# Going my ↑
「Going my ↑」（ゴーイング マイ ウエーィ）は、『アップアップガールズ（仮）』の楽曲。同グループ1枚目のシングルとして、（仮）バージョンが2012年3月10日に発売された後、インディーズ版のCDが同年3月31日に発売された。その約1ヶ月後の4月25日には、日本全国で発売が開始された。

## 背景
アップアップガールズ（仮）は、ハロプロエッグの研修課程を修了したメンバー6名によって、2011年3月に『アップフロントガールズ（仮）』として結成された。その後佐保明梨の加入や『アップアップガールズ（仮）』への改名を経て、2011年7月よりマップ劇場にて木曜日にレギュラー公演（定期公演）を開催するようになったが、この時点ではグループとしてのオリジナル曲はまだ無く、同公演ではハロー!プロジェクトの曲などを歌っていた。
その後、2011年11月には『UFZS』として『TENSI LOVE』とコラボレーションし、TENSI LOVEがUFZSにオリジナル曲を制作することも発表されたが、アップアップガールズ（仮）のオリジナル曲については、BARKSによれば「制作が行なわれている……らしい」という段階であった。また、メンバーの関根梓は、2011年12月頃に「やっぱりオリジナルの曲が欲しいね!」と語っていた。
2011年12月15日、アップアップガールズ（仮）は恵比寿LIVEGATEにてレギュラー公演（定期公演）を開催した。この公演では、アップアップガールズ（仮）の初の「オリジナル曲（仮）」がアップアップガールズ（仮）のメンバーではなく、カフェっ子により披露された。この段階ではまだ制作中であり、タイトルも「オリジナル曲（仮）」であった。また、メンバーの佐藤綾乃によれば、この曲のメロディーは知っており、仙石みなみによれば、メロディだけ入ったCDを受け取っていたという。その後、同曲には「Going my ↑」というタイトルがついた。

## 録音・制作
2012年2月12日に行われたイベントの楽屋裏では、アップアップガールズ（仮）のメンバーがGoing my ↑を作曲・編曲したmichitomoに挨拶した。その際、Going my ↑と別の曲が入った2曲入りのCDをリリースすることがメンバーに告げられた。
その後、2月25日にはCDのジャケット写真の撮影が行われ、その模様がUstreamで公開された。3月2日には、Going my ↑のレコーディングが行われ、翌3日には、カップリング曲のレコーディングが行われた。

## 音楽性、歌詞
「Going my ↑」の歌詞について、雑誌『Top Yell』は「今までの自分たちのことが盛り込まれた歌詞」としている。また、BARKSは「メンバーそれぞれのオリジナリティも組み込まれた」「1曲」としており、メンバーの新井愛瞳は、グループの過去（1番）と未来（2番）を歌ったものだとしている。曲調について、『Top Yell』は「ビートの効いたラウドなロックチューン」と評している。また、BARKSは「アッパーかつ」「キャッチー」と評し、Web De-Viewは「アップテンポの元気が出るナンバー」と評している。

## リリース
2012年2月24日、「Going my ↑」がCD化されることがニコニコ生放送『仙石みなみがテレ朝動画を見てみた』およびアップアップガールズ（仮）オフィシャルブログにて発表された。
3月10日、（仮）バージョンのCDが発売され、3月31日には、インディーズCDシングル「Going my ↑」がTOKYO FM HALLで発売された。4月25日には、Amazon.co.jpなど日本全国で発売が開始された。翌2013年1月30日には、「Going my ↑」を収録したアルバム『ファーストアルバム（仮）』が発売された。
同シングルのカップリング曲は、メロン記念日の「お願い魅惑のターゲット」のNewアレンジversionである。このことは、2012年3月20日にアップアップガールズ（仮）が参加した「idol LINE」 LIVE vol.1で発表された。

## ライブ・パフォーマンス
2012年1月15日、アップアップガールズ（仮）は恵比寿LIVEGATEにてレギュラー公演（定期公演）を開催した。この公演では、アップアップガールズ（仮）によるオリジナル曲（仮）の初披露が行われた。この段階では制作中であり、1番のみの披露であった。また、この頃メンバーについてのエピソードが募集されており、募集されたエピソードがオリジナル曲（仮）の歌詞に織り込まれる可能性が示唆されていた。その後、同年1月29日には2番まで披露し、2月5日にはフルで披露した。ただし、この段階ではダンスの振り付けはついておらず、振り付けは2月12日に行われるイベントで披露することが予告されていた。
2月12日、アップアップガールズ（仮）はTOKYO FM HALLにて、『アップアップガールズ（仮）』イベント 第17回公演 - 第19回公演を開催した。この公演では、初のオリジナル曲「Going my ↑」がダンスの振り付きで披露された。会場は盛り上がりを見せ「メンバー、ファンとも感慨深げな様子」であったという。なお、この段階ではCD化について具体的に触れられていなかった。

### ダンスの先生の紹介
2012年2月10日、アップアップガールズ（仮）のメンバーは振り付けのビデオを受け取った。そのビデオに映っていたのはダンスの先生であったが、メンバーも実際に会ったことは無かった。上記イベント終了後の2月19日、テレビ番組アップアップガールズ（仮）の収録が行われた。収録中に、ダンスの先生に会いたいという希望をメンバーが出したところ、先生が収録現場に呼ばれており、振り付け師の竹中夏海がダンスの先生として紹介された。ビデオに映っていたのは竹中ではなかったため、メンバーの森咲樹が「（ビデオに映っていた）あの方は先生のアシスタントの方ですか?」と尋ねたところ、竹中は「この瞬間の（サプライズの）ために（別の先生に）覚えてもらって、みんなにばれないように」と回答し、サプライズであったことを明かした。アップアップガールズ（仮）はサプライズの多いグループであるが、これは「珍しくと～っても嬉しいサプライズ」であったという。

### 超完成版の披露
2012年3月10日、アップアップガールズ（仮）は竹中夏海プロデュースによる公演『また帰ってきた 黒船 LIVE in 汐留AX!!』を開催した。この公演では、竹中によるダンスのフォーメーションつきのGoing my ↑超完成版を披露した。竹中は普段、ダンスのフォーメーションを考えてから振り付けを考えるので、その順序が逆になって苦労したという。

## シングル収録曲
| #  | タイトル                                         | 作詞       | 作曲      | 編曲      |
| -- | ------------------------------------------------ | ---------- | --------- | --------- |
| 1. | 「Going my ↑」                                   | 大華奈央香 | michitomo | michitomo |
| 2. | 「お願い魅惑のターゲット（Newアレンジversion）」 | 上田ケンジ | 田中秀典  | michitomo |
| 3. | 「Going my ↑(Instrumental)」                     |            | michitomo | michitomo |